# Wasserkraftwerk La Grande-2-A
Das Wasserkraftwerk La Grande-2-A (französisch Centrale La Grande-2-A) ist ein Speicherkraftwerk in der kanadischen Provinz Québec. Es liegt in der Region Jamésie am Réservoir Robert-Bourassa, rund fünf Kilometer von der Ortschaft Radisson entfernt. In unmittelbarer Nachbarschaft steht das Wasserkraftwerk Robert-Bourassa, der Damm des Stausees am La Grande Rivière rund sechs Kilometer östlich davon.
Das Kraftwerk ist Teil des Baie-James-Wasserkraftprojekts und besitzt sechs Francis-Turbinen. Die installierte Leistung der Generatoren beträgt 2106 MW, bei einer Fallhöhe von 138,5 Metern. Betreiber des Kraftwerks ist die Société d’énergie de la Baie James, eine Tochtergesellschaft des staatlichen Energieversorgers Hydro-Québec.
Die Bauarbeiten am Kraftwerk La Grande-2-A begannen im Sommer 1987 und dauerten bis zum Herbst 1992. Die vollständig unterirdische Anlage befindet sich in einer Kaverne, die 223 Meter lang, 22 Meter breit und 46 Meter hoch ist. Zu diesem Zweck mussten 180.300 m³ Gestein aus dem harten Fels des Kanadischen Schilds herausgehauen werden. Die offizielle Eröffnung des Kraftwerks erfolgte am 1. Oktober 1991 mit der Inbetriebnahme der ersten Turbine.